# Montreal Alouettes
Los Montreal Alouettes (en español: Alondras de Montreal) es un equipo de fútbol canadiense con sede en la ciudad de Montreal, provincia de Quebec, Canadá. Actualmente son miembros de la División Este de la Canadian Football League (CFL). Disputan sus partidos de local en el Percival Molson Memorial Stadium durante la temporada regular, y en el Estadio Olímpico de Montreal cuando clasifican a postemporada. Ha ganado ocho veces la Copa Grey la última en la temporada 2023.

## Historia de la franquicia

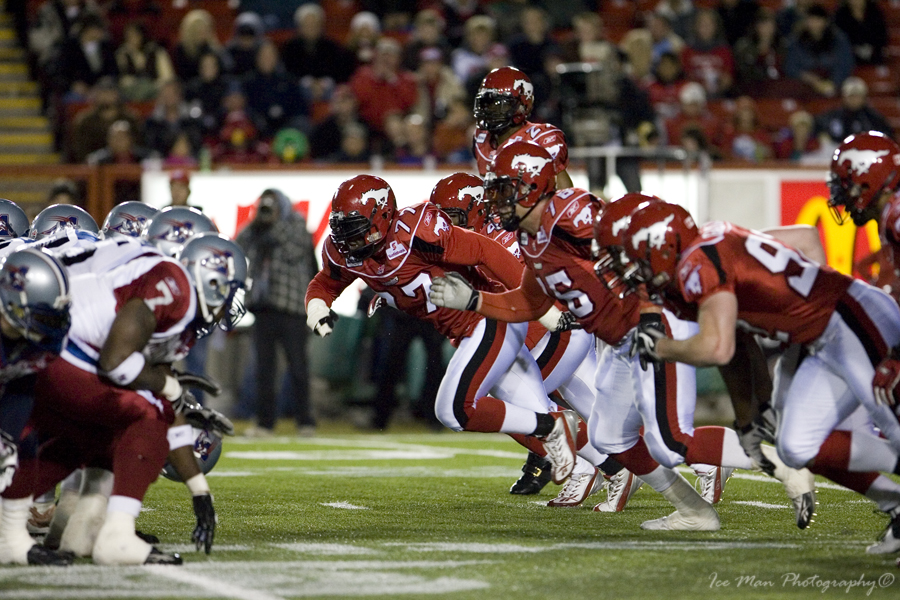
Montreal Alouettes vs Calgary Stampeeders en octubre del 2007.

El equipo original de los Montreal Alouettes (1946-1981) ganó cuatro Copa Grey y fueron particularmente dominante en la década de 1970. Después de su colapso en 1982, fueron inmediatamente reconstituidos bajo una nueva propiedad como los Montreal Concords. Después de jugar durante cuatro años como los Concords, revivieron el nombre de Alouettes para la temporada de 1986. Un segundo colapso en 1987 condujo a una pausa de nueve años sin fútbol de la CFL en la ciudad.
La franquicia actual de Alouettes fue establecida en 1996 por los propietarios de los Baltimore Stallions. Los Stallions se disolvieron después de haber sido la franquicia de expansión estadounidense más exitosa de la CFL con una Grey Cup en 1995; al mismo tiempo, los Alouettes fueron restablecidos cuando la expansión estadounidense de la CFL se detuvo, debido a que los equipos estadounidenses de la liga cesaron sus operaciones. Muchos jugadores de la lista de los Stallions de 1995 (año de su desaparición) firmaron con los Alouettes y formó el núcleo de la plantilla de 1996 del equipo.
Para fines de mantenimiento de registros, la CFL considera a todos los clubes que han jugado en Montreal como una franquicia que data de 1946, y considera que los Alouettes suspendieron sus operaciones en 1987 antes de regresar en 1996. Aunque el restablecimiento de los Alouettes en 1996 a menudo se considera una reubicación de los Stallions, ni la liga ni los Alouettes reconocen la franquicia de Baltimore o sus récords, como parte de la historia oficial del equipo de los Alouettes.
La última encarnación de los Alouettes fue posiblemente el mejor equipo de la CFL de la década de 2000; se llevaron a casa tres Copa Grey en esa década, lo que elevó el total de la franquicia a siete. Los Alouettes tuvieron de 1996 a 2014 la racha de playoffs activa más larga de la CFL, y solo se perdieron los playoffs tres veces desde que regresaron a la liga. La racha llegó a su fin en 2015. Han organizado un juego de playoffs todos los años, excepto 2001, 2007, 2013 y de 2015 a 2018. Sus cinco temporadas perdedoras llegaron en 2007, 2013 y de 2015 a 2018. Las Alouettes de las temporadas 2015 a 2018 marcaron la primera vez que el equipo se perdió los playoffs en años consecutivos desde su reactivación. Las principales estrellas de la era reciente incluyen a Mike Pringle, el líder de carrera de CFL en yardas terrestres, y el mariscal de campo Anthony Calvillo, quien lideró la CFL en yardas aéreas antes de que Drew Brees se hiciera cargo a fines de 2020.
Los Alouettes son actualmente propiedad de los ejecutivos de Crawford Steel, Sid Spiegel y Gary Stern (a través de su subsidiaria S y S Sportsco), quienes se hicieron cargo del equipo el 6 de enero de 2020.

## Palmarés
Campeonatos de la Grey Cup: 8 — 1949, 1970, 1974, 1977, 2002, 2009, 2010, 2023
Campeones de la División Este: 19 — 1949, 1954, 1955, 1956, 1970, 1974, 1975, 1977, 1978, 1979, 2000, 2002, 2003, 2005, 2006, 2008, 2009, 2010, 2023

## Estadios utilizados
- Percival Molson Memorial Stadium (1915–2021)
- Estadio Olímpico de Montreal (desde 1975)

## Victorias en la Grey Cup
| No | Año  | Equipo ganador     | Resultado | Equipo perdedor          | Estadio              | Ciudad    | Asistencia |
| -- | ---- | ------------------ | --------- | ------------------------ | -------------------- | --------- | ---------- |
| 1. | 1949 | Montreal Alouettes | 28–15     | Calgary Stampeders       | Varsity Stadium      | Toronto   | 20,087     |
| 2. | 1970 | Montreal Alouettes | 23–10     | Calgary Stampeders       | CNE Stadium          | Toronto   | 32,669     |
| 3. | 1974 | Montreal Alouettes | 20–7      | Edmonton Eskimos         | Empire Stadium       | Vancouver | 34,450     |
| 4. | 1977 | Montreal Alouettes | 41–6      | Edmonton Eskimos         | Olympic Stadium      | Montreal  | 68,205     |
| 5. | 2002 | Montreal Alouettes | 25–16     | Edmonton Eskimos         | Commonwealth Stadium | Edmonton  | 62,531     |
| 6. | 2009 | Montreal Alouettes | 28–27     | Saskatchewan Roughriders | McMahon Stadium      | Calgary   | 46,020     |
| 7. | 2010 | Montreal Alouettes | 21–18     | Saskatchewan Roughriders | Commonwealth Stadium | Edmonton  | 63,317     |
| 8. | 2023 | Montreal Alouettes | 28–24     | Winnipeg Blue Bombers    | Tim Hortons Field    | Hamilton  | 28,808     |